# Pontia distorta
Pontia distorta är en fjärilsart som först beskrevs av Butler 1886.  Pontia distorta ingår i släktet Pontia och familjen vitfjärilar. Inga underarter finns listade i Catalogue of Life.